# Соксом
Соксом (дзонг-кэ སོག་སོགམ་, вайли sog-sogm) — традиционный национальный вид спорта Бутана.

## Описание
Соксом включает в себя метание копья на расстояние 20 метров (66 футов).